# Tác phẩm phái sinh

L.H.O.O.Q. (1919). Tác phẩm phái sinh của Marcel Duchamp dựa trên bức Mona Lisa (La Joconda) của Leonardo da Vinci. Còn được biết đến với tên gọi Nàng Mona Lisa với bộ ria, thường được sử dụng để minh họa cho khái niệm luật pháp của tác phẩm phái sinh.

Một tác phẩm phái sinh theo luật bản quyền, là một sự sáng tạo những thành tố lớn, đủ để được bảo hộ bản quyền từ một tác phẩm nguyên thủy đã có. Luật sở hữu trí tuệ Việt Nam cũng định nghĩa: Tác phẩm phái sinh là tác phẩm dịch từ ngôn ngữ này sang ngôn ngữ khác, tác phẩm phóng tác, cải biên, chuyển thể, biên soạn, chú giải, tuyển chọn.